# Desmerice
Desmerice je naselje u Republici Hrvatskoj, u sastavu Grada Ogulina, Karlovačka županija.
Smješteno južno od Ogulina u više zaselaka na obroncima Zagorske kose sve do obale jezera Sabljaci. Zaseoci: Donje Selo, Francetići, Bertovići, Sudarići, Cindrići, Rupčići i Rogović Pila.
Od prirodnih znamenitosti u Desmericama se nalazi spilja Zagorska peć, izvor Zagorske Mrežnice i više bizarnih oblika erodiranih stijena koje su ovdje dio seoskog krajolika.

## Stanovništvo
Prema popisu stanovništva iz 2011. godine, naselje je imalo 262 stanovnika te 80 obiteljskih kućanstava.
| broj stanovnika | 336   |       |       | 437   | 482   | 495   | 482   | 528   | 298   | 531   | 481   | 413   | 340   | 310   | 278   | 262   | 231   |
|                 | 1857. | 1869. | 1880. | 1890. | 1900. | 1910. | 1921. | 1931. | 1948. | 1953. | 1961. | 1971. | 1981. | 1991. | 2001. | 2011. | 2021. |